# 信濃松川站

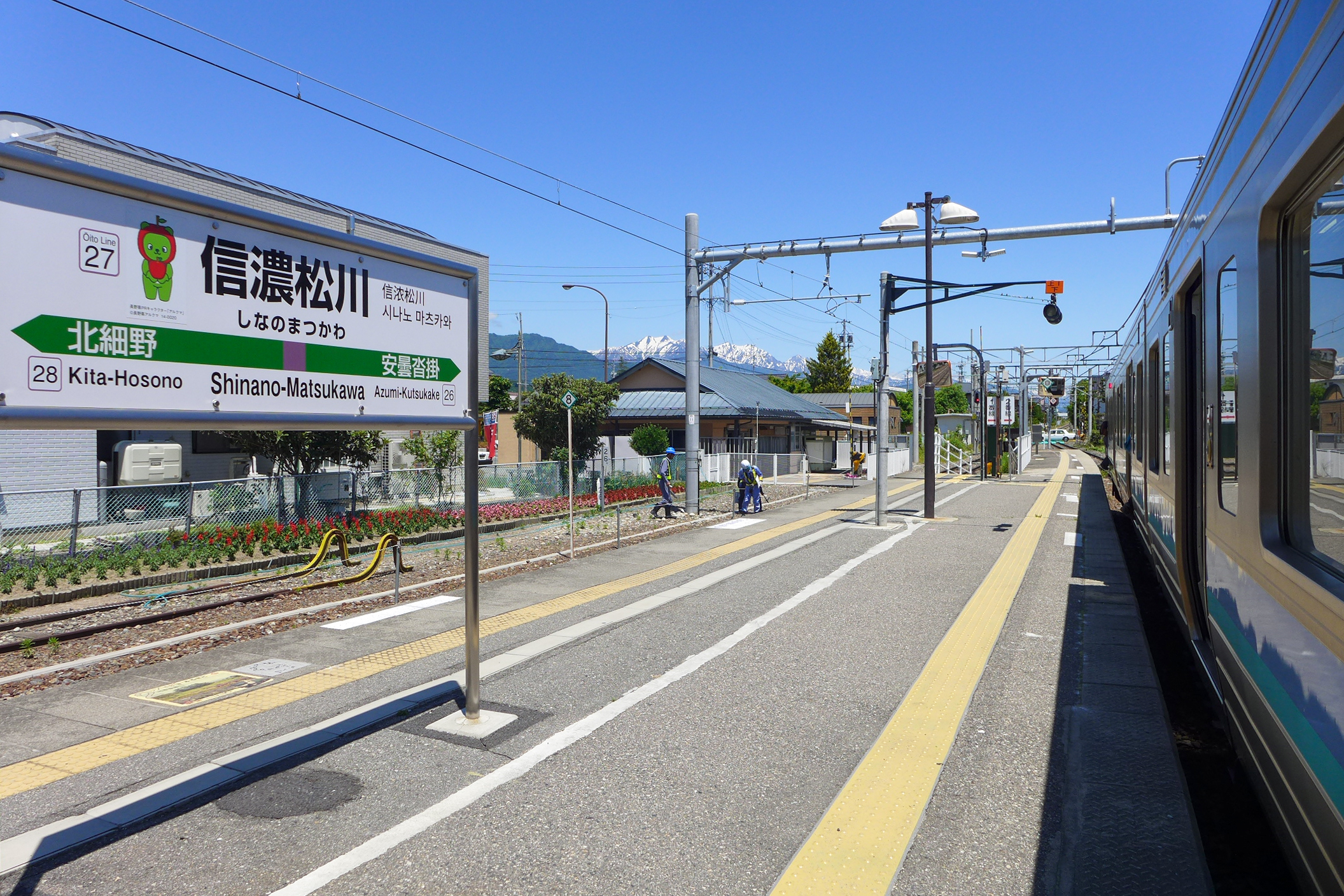
月台（2017年6月17日）

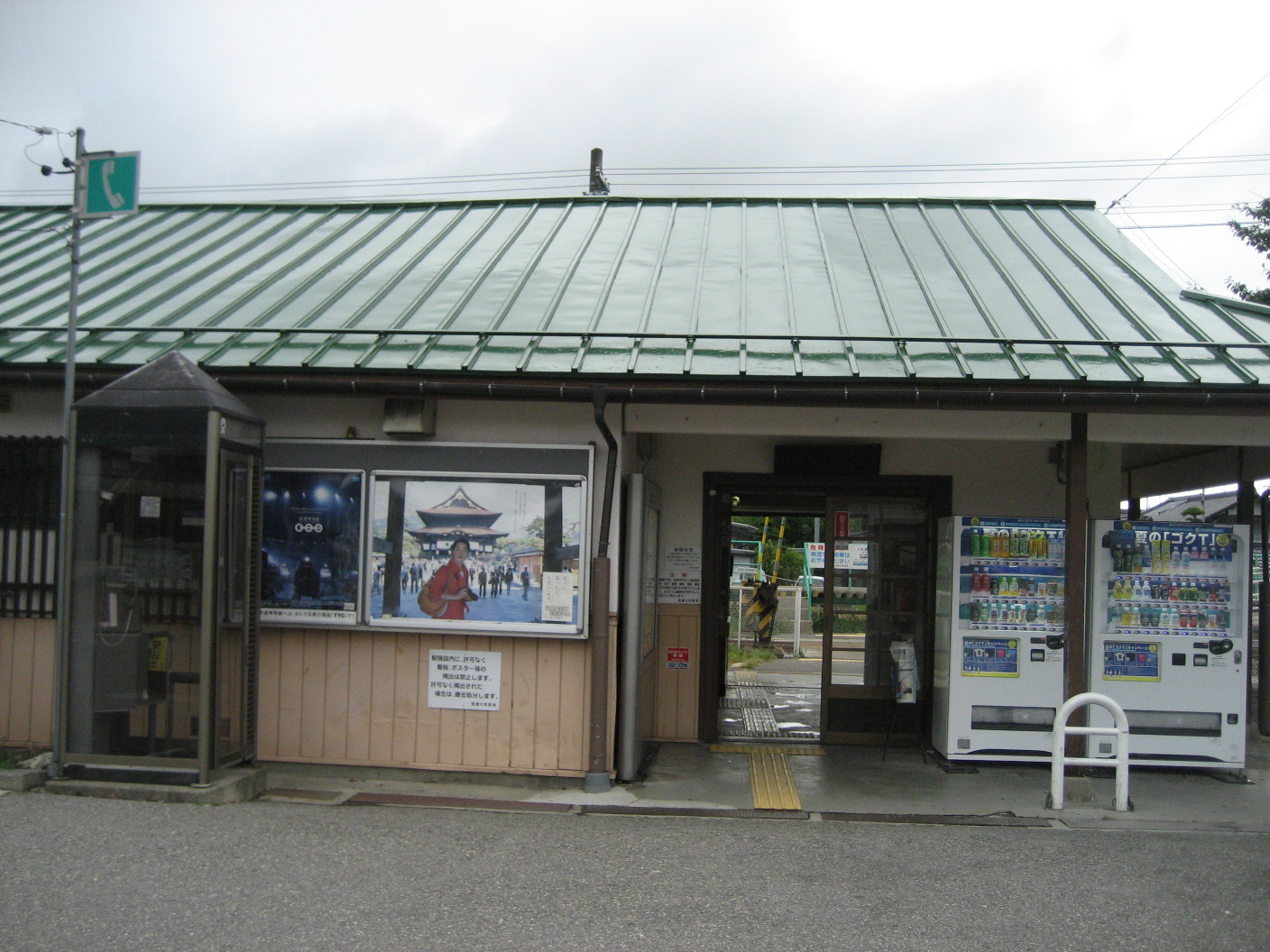
翻新前的車站大樓（2008年8月17日）

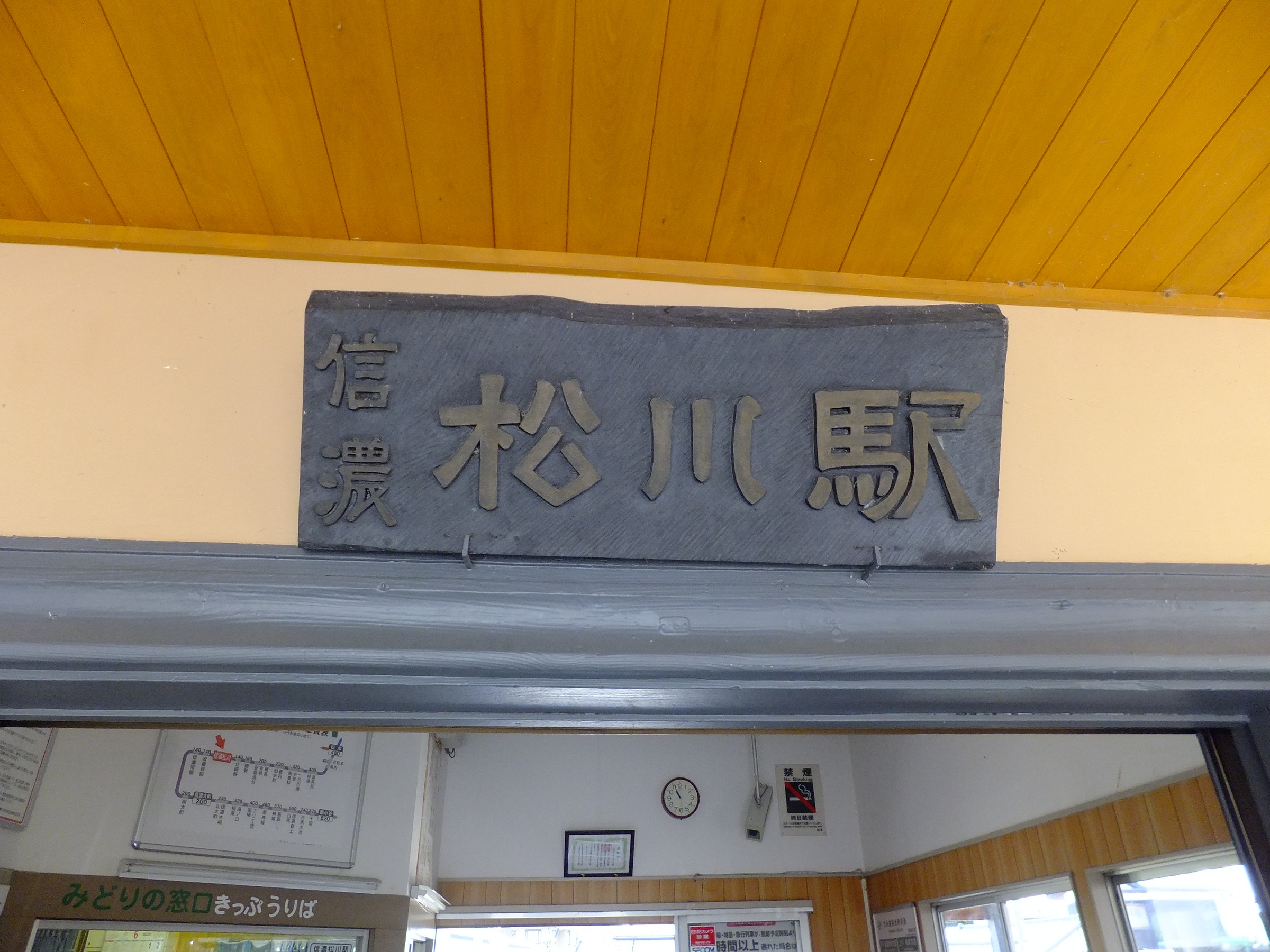
車站大樓入口的站名牌

信濃松川站（日语：／ Shinano-Matsukawa eki */?）是位於長野縣北安曇郡松川村字赤芝，東日本旅客鐵道（JR東日本）的大糸線車站。車站編號是27。

## 歷史
- 1915年（大正4年）
  - 9月29日：信濃鐵道（日语：信濃鉄道） 有明站至此站之間開通，此站啟用。當時車站名為池田松川站（日语：／）[2]。為旅客和貨物車站。
  - 11月2日：此站至佛崎站（現時已廢止）之間開通。
- 1926年（大正15年）1月8日：信濃鐵道全線電氣化，旅客列車使用電動列車[2]。
- 1937年（昭和12年）6月1日：信濃鐵道被國有化，成為大糸南線[6]。同時車站改名為信濃松川站。
- 1957年（昭和32年）8月15日：中土站至小瀧站之間開通，全線開通並改名為大糸線[2]。
- 1960年（昭和35年）9月：松本站至信濃大町站之間的貨物列車電氣化[7]。
- 1983年（昭和58年）：成為業務委託車站[8]。
- 1987年（昭和62年）4月1日：伴隨國鐵分割民營化，車站由東日本旅客鐵道（JR東日本）營運[9][10]。
- 2005年（平成17年）12月10日：當日實施時間表修正起，此站首次成為特急停車站[11]。
- 2010年（平成22年）
  - 3月13日：特急「梓」不再停此站[11]。
  - 8月6日：車站大樓翻新，外觀為「安曇野知弘美術館」風，內部也進行改裝[12]。
- 2019年（平成31年）2月23日：新車站大樓開始使用[13][14]。

## 車站構造
車站是一座地面車站，設有1面2線島式月台，可進行列車交會。月台與車站大樓之間設有站內平交道連接。
車站在1915年（大正4年）啟用以來一直設有車站大樓，並且經過數次翻新，當中在2010年（平成22年）曾經進行裝修。但是隨著建築物老化，於是全新建設一座新車站大樓，並在2019年（平成31年）2月23日開始使用。新車站大樓使用舊大樓於2010年改裝的外牆。新大樓是使用長野縣產的檜木建成，總樓面48.8平方米，設有太陽能發電板。
此站是由信濃大町站管理的業務委託車站，委托了長鐵開發負責車站業務。此站設有綠色窗口（營業時間:7:00 - 17:00，中途設有休息時間），但是沒有自動售票機。在黃昏後和早上沒有職員當值。

### 月台
| 月台 | 路線    | 上下行 | 方向               |
| ---- | ------- | ------ | ------------------ |
| 1、2 | ■大糸線 | 上行   | 松本方向           |
| 1、2 | ■大糸線 | 下行   | 信濃大町、白馬方向 |

## 使用狀況
根據「JR東日本」資料，在2019年度（令和元年度）的1日平均乘車人次為591人。
以下為近年乘車人次變化：
| 乘車人次變化       | 乘車人次變化     | 乘車人次變化    |
| 年度               | 1日平均 乘車人次 | 參考資料        |
| ------------------ | ---------------- | --------------- |
| 2000年（平成12年） | 769              | [ 利用客数 2 ]  |
| 2001年（平成13年） | 761              | [ 利用客数 3 ]  |
| 2002年（平成14年） | 735              | [ 利用客数 4 ]  |
| 2003年（平成15年） | 681              | [ 利用客数 5 ]  |
| 2004年（平成16年） | 652              | [ 利用客数 6 ]  |
| 2005年（平成17年） | 658              | [ 利用客数 7 ]  |
| 2006年（平成18年） | 644              | [ 利用客数 8 ]  |
| 2007年（平成19年） | 646              | [ 利用客数 9 ]  |
| 2008年（平成20年） | 612              | [ 利用客数 10 ] |
| 2009年（平成21年） | 631              | [ 利用客数 11 ] |
| 2010年（平成22年） | 604              | [ 利用客数 12 ] |
| 2011年（平成23年） | 607              | [ 利用客数 13 ] |
| 2012年（平成24年） | 624              | [ 利用客数 14 ] |
| 2013年（平成25年） | 647              | [ 利用客数 15 ] |
| 2014年（平成26年） | 609              | [ 利用客数 16 ] |
| 2015年（平成27年） | 601              | [ 利用客数 17 ] |
| 2016年（平成28年） | 591              | [ 利用客数 18 ] |
| 2017年（平成29年） | 583              | [ 利用客数 19 ] |
| 2018年（平成30年） | 585              | [ 利用客数 20 ] |
| 2019年（令和元年） | 591              | [ 利用客数 1 ]  |

## 車站周邊
車站附近設有觀光詢問處。
- Sepia安曇野
- 松川村公所[1]
- 松川郵局（日语：松川郵便局 (長野県)）
- 松川村立松川小學
- 高瀨川（日语：高瀬川 (長野県)）
- 國道147號（日语：国道147号）
- 安曇野知弘美術館（日语：安曇野ちひろ美術館）[4]（安曇野知弘公園（日语：安曇野ちひろ公園）內）
- 鈴蟲莊（日语：すずむし荘）（溫泉住宿設施（日语：宿泊施設），可即日使用溫泉設施）

## 巴士路線
池田町營巴士松川線在車站出入口北邊
- 安曇野醫院（日语：北アルプス医療センターあづみ病院）、南保育園入口、五丁目、正科北方向

另外，在Sepia安曇野前設有松川村福祉巴士巴士站。

## 相鄰車站
東日本旅客鐵道（JR東日本）
■大糸線
□快速（只有上行1班）
安曇追分（30）←信濃松川（27）←信濃常盤（25）
■普通
北細野（28）－信濃松川（27）－安曇沓掛（26）

## 注腳

### 使用狀況
1. 1 2  各駅の乗車人員（2019年度） （页面存档备份，存于）（日語） - 東日本旅客鐵道
2. ↑  各駅の乗車人員（2000年度） （页面存档备份，存于）（日語） - 東日本旅客鐵道
3. ↑  各駅の乗車人員（2001年度） （页面存档备份，存于）（日語） - 東日本旅客鐵道
4. ↑  各駅の乗車人員（2002年度） （页面存档备份，存于）（日語） - 東日本旅客鐵道
5. ↑  各駅の乗車人員（2003年度） （页面存档备份，存于）（日語） - 東日本旅客鐵道
6. ↑  各駅の乗車人員（2004年度） （页面存档备份，存于）（日語） - 東日本旅客鐵道
7. ↑  各駅の乗車人員（2005年度） （页面存档备份，存于）（日語） - 東日本旅客鐵道
8. ↑  各駅の乗車人員（2006年度） （页面存档备份，存于）（日語） - 東日本旅客鐵道
9. ↑  各駅の乗車人員（2007年度） （页面存档备份，存于）（日語） - 東日本旅客鐵道
10. ↑  各駅の乗車人員（2008年度） （页面存档备份，存于）（日語） - 東日本旅客鐵道
11. ↑  各駅の乗車人員（2009年度） （页面存档备份，存于）（日語） - 東日本旅客鐵道
12. ↑  各駅の乗車人員（2010年度） （页面存档备份，存于）（日語） - 東日本旅客鐵道
13. ↑  各駅の乗車人員（2011年度） （页面存档备份，存于）（日語） - 東日本旅客鐵道
14. ↑  各駅の乗車人員（2012年度） （页面存档备份，存于）（日語） - 東日本旅客鐵道
15. ↑  各駅の乗車人員（2013年度） （页面存档备份，存于）（日語） - 東日本旅客鐵道
16. ↑  各駅の乗車人員（2014年度） （页面存档备份，存于）（日語） - 東日本旅客鐵道
17. ↑  各駅の乗車人員（2015年度） （页面存档备份，存于）（日語） - 東日本旅客鐵道
18. ↑  各駅の乗車人員（2016年度） （页面存档备份，存于）（日語） - 東日本旅客鐵道
19. ↑  各駅の乗車人員（2017年度） （页面存档备份，存于）（日語） - 東日本旅客鐵道
20. ↑  各駅の乗車人員（2018年度） （页面存档备份，存于）（日語） - 東日本旅客鐵道

## 外部連結
- 車站資訊（信濃松川）：東日本旅客鐵道（日語）